# ロイ・クラーク
ロイ・クラーク（英語: Roy Clark 、本名：ロイ・リンウッド・クラーク（英語: Roy Linwood Clark）、1933年4月15日 - 2018年11月15日）は、アメリカ合衆国の歌手、マルチプレイヤー (音楽)、司会者。
多彩な楽器の技術や顔芸が特徴。「12th Street Rag」、「Yesterday When I Was Young」、「Drifters Polka」などのヒット曲などがある。

## 生涯
1933年4月15日、アメリカ合衆国バージニア州に生まれる。父(1909年 - 1994年)は、セミプロのミュージシャンであり、母(1913年 - 1993年)は、ピアニストという音楽一家に育つ。
9歳でバンジョーとマンドリン、11歳でフィドル、14歳でギターを父から教わる。それがきっかけで、ミュージシャンの道を志す。
1949年、16歳の時、クラークはバンジョー全国大会で優勝をしたが、1951年(18歳)の時に、ボクサーの道へ転向した。しかし、最後の試合で大怪我をしてしまい、ボクサーの道を断念した。
1950年代後半には、クラークはラジオなどの番組に出演。またこの頃からジミー・ディーンやジョニー・キャッシュなどと共演している。
1960年代に入り、大きな転機が来た。1963年に「The Tip of My Fingers」を発表し、アメリカ国内で大ヒットした。また、ジミー・ディーン・ショーに出演したり、多くのテレビショーなどに出演した。
1969年に自身のテレビショー「ヒー・ハー（英語: Hee Haw）」を主催。司会、楽器の演奏などで人気を博した。また、「Yesterday I Was Young」が、トップ20位に入り、1982年には、「Alabama Jubilee」で、グラミー賞を受賞。
2009年、カントリー・ミュージックの殿堂入りを果たした。
2018年11月15日、タルサ (オクラホマ州)の自宅で肺炎の合併症により死去。享年85歳。